# Takako Takahashi
Takako Takahashi (jap. 高橋多佳子 Takahashi Takako; ur. 3 października 1964 w Sapporo) – japońska pianistka; laureatka V nagrody na XII Międzynarodowym Konkursie Pianistycznym im. Fryderyka Chopina (1990).

## Życiorys

### Wykształcenie i praca pedagogiczna
Zaczęła grać na fortepianie w wieku pięciu lat. Uczyła się w Tōhō Gakuen School of Music w Tokio (1981–1988) i w Akademii Muzycznej im. Fryderyka Chopina w Warszawie w klasie Jana Ekiera (1988–1990). Brała udział w kursach mistrzowskich organizowanych m.in. przez Tatianę Szebanową i Halinę Czerny-Stefańską. 
Od 1999 prowadzi zajęcia w Tōhō Gakuen School of Music.

### Kariera pianistyczna
W trakcie swojej kariery uczestniczyła w wielu konkursach pianistycznych:
- Ogólnojapoński konkurs studencki (1983) – nagroda specjalna
- Międzynarodowy Konkurs Muzyczny w Porto (1989) – II miejsce i nagroda specjalna za muzykę współczesną
- Międzynarodowy Konkurs Pianistyczny im. Antoniego Radziwiłła (1989) – I nagroda
- XII Międzynarodowy Konkurs Pianistyczny im. Fryderyka Chopina (1990) – V nagroda (ex aequo z Anną Malikową)
- Międzynarodowy Konkurs Chopinowski w Getyndze (1990) – tytuł finalistki

Występowała m.in. w Niemczech, Czechach, na Słowacji i Ukrainie, we Francji, Włoszech i w Polsce (m.in. na Międzynarodowym Festiwalu Chopinowskim w Dusznikach-Zdroju). Nagrała kilkanaście płyt dla różnych firm fonograficznych. W jej repertuarze znajdują się utwory m.in. Fryderyka Chopina, Siergieja Prokofjewa, Siergieja Rachmaninowa i Modesta Musorgskiego.